# Bohumila Sedláková
Bohumila Sedláková (13. února 1952 Vyškov) je česká knihovnice, autorka bibliograficko-informačních materiálů a učitelka. Jako knihovnice pracovala v knihovnách na Moravě a na Slovensku, jako učitelka působila na Střední knihovnické škole v Brně.

## Život
Bohumila Sedláková se narodila ve Vyškově, po ukončení Střední všeobecně vzdělávací školy v Prostějově absolvovala nástavbové studium na Střední knihovnické škole v Brně.
V letech 1972–1977 pracovala v Okresní knihovně ve Vyškově, dnes Knihovně Karla Dvořáčka ve Vyškově, v letech 1977–1978 se podílela na tvorbě bibliografií a budování regionálního oddělení v Okresní knihovně v Trnavě. V letech 1978–1980 pracovala ve Studijním a informačním středisku při Pedagogické fakultě UK v Trnavě, kde se věnovala excerpci odborných časopisů pro Přehled pedagogické literatury, tvorbě bibliografií a rešerší.
V roce 1979 ukončila studium na Katedře vědeckých informací a knihovnictví Filozofické fakulty Univerzity Karlovy (KVIK), v současné době Ústavu informačních studií a knihovnictví (ÚISK) Univerzity Karlovy v Praze a v roce 1980 přešla do Brna na Vojenskou akademii, nyní Univerzitu obrany. V letech 1982–1987 pracovala ve Státní vědecké knihovně, nyní Moravské zemské knihovně v Brně.
V roce 1987 obhájila v rigorózním řízení na Filozofické fakultě Univerzity Karlovy titul PhDr., v témže roce nastoupila jako učitelka odborných předmětů na Střední knihovnickou školu v Brně, kde působila až do roku 2017. V roce 1991 si doplnila pedagogické vzdělání na Filozofické fakultě Masarykovy univerzity v Brně, v roce 1992 absolvovala studium základů práva pro učitele středních škol v Centru pro další vzdělávání učitelů na Masarykově univerzitě v Brně.

## Dílo
Během své profesní činnosti se věnovala zpracování fondů a budování knihoven, akvizici a zpracování fondů, bibliograficko-informační službě.
V letech 1988–2020 se podílela na základních, rekvalifikačních a e-learningových kurzech v Moravské zemské knihovně, v roce 2004 participovala na programu Veřejné informační služby knihoven (VISK 3) a v roce 2007 na programu Knihovna 21. století (K21).
V letech 2005-2006 byla hodnotitelkou projektových žádostí opatření "3.1 Zkvalitnění vzdělávání ve školách a školských zařízeních a rozvoj podpůrných systémů ve vzdělávání v operační programu Rozvoj lidských zdrojů 2007" a v roce 2012 byla konzultantkou při tvorbě výukového programu pro potřeby akreditace MŠMT.
Publikovala články v časopise Duha Moravské zemské knihovny(MZK) , zajišťovala přednášky a různé programy pro MZK.
V letech 1997-2014 byla členkou oborové skupiny Informační služby Národního ústavu odborného vzdělávání (NUOV), dále členkou expertní komise III. Tematického okruhu v Programu rozvoje základních a středních škol města Brna 1997. V letech 2006 a 2007 se podílela na tvorbě Národní soustavy kvalifikací (NSK) pro obor kvalifikace Publicistika, knihovnictví a informatika.
Od roku 1993 je členkou Svazu knihovníků a informačních pracovníků. Od roku 2008 je členkou zapsaného spolku železničních nadšenců Kolejova.cz, v roce se stala jeho předsedkyní.